# Wicca

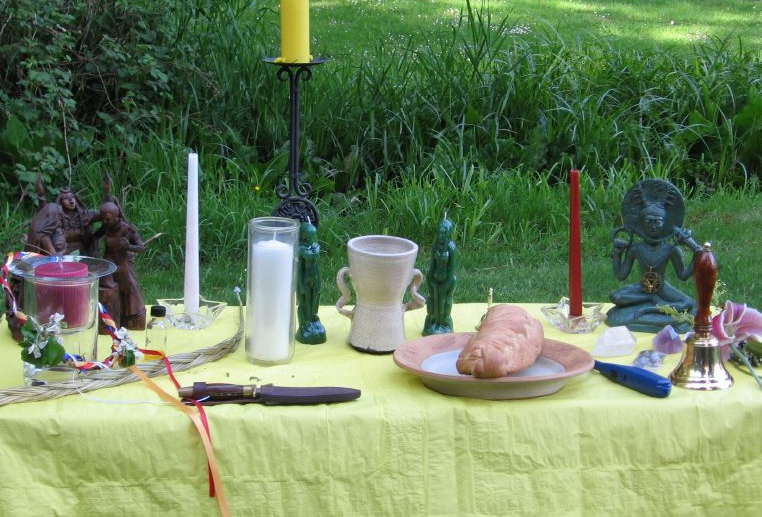
Wiccanský oltář

Wicca je novopohanské náboženské hnutí, forma moderního čarodějnictví, vzniklé v polovině 20. století v Anglii zahrnující prvky předkřesťanských náboženství, především keltského, ale také antického a germánského, lidové tradice a ceremoniální magie. Nemá žádnou centrální autoritu či knihu, proto neexistuje přesná shoda jak co se týče víry a praktik, tak toho jaké jsou považovány za wiccanské a které ne. Jedná se o nejvlivnější a nejznámější formu novopohanství.
Ve wicce jsou v základě uctívána dvě božstva. Prvním je Bohyně, často nazývaná Trojná bohyně spojovaná s měsícem, druhým je Rohatý bůh. Zároveň jsou však uctíváni mnozí další bohové a bohyně z různých kultur, kteří jsou považováni za aspekty výše zmíněných božstev. Některé formy wiccy jako Reclaiming nebo Dianická Wicca však kladou důraz především na uctívání Bohyně.

Pentakl neboli pentagram v kruhu je jeden ze symbolů Wiccy

Původní wicca je mysterijní tradice organizovaná do takzvaných covenů, jejíž zasvěcovací linie začíná u Geralda Gardnera. Tento britský okultista, zpravidla považovaný za zakladatele tohoto náboženství, v roce 1954 prohlásil že byl v roce 1939 zasvěcen do starobylého náboženství, kterým je právě wicca. Jeho tvrzení je však obvykle zpochybňováno. Coveny odvozující svůj původ od Gardnera jsou nazývány Britská tradiční wicca a zahrnují především gardneriánskou a alexandrijskou wiccu. Od 70. let se během popularizace tohoto náboženství objevila řada tradic povolujících samozasvěcení a obsahující zpravidla také další odlišnosti oproti původní wicce. Tyto tradice se zpravidla nazývají eklektická wicca.
Některými autory je zpochybňováno že Wicca je součástí novopohanství. Podle religionistky a wiccanky Joanne Pearson se její iniciační podoba nachází na okraji novopohanství, podle religionisty Woutera Hanegraaffa je zase Wicca produktem novopohanského vlivu na rituální magii, ale sama o sobě pohanská není.

## Definice
Wicca je v akademické sféře považována jednak za jedno z nových náboženských hnutí a jednak za součást širší náboženské množiny, kterou je současné pohanství. Celosvětově představuje největší, nejznámější a nejvíce akademicky popsanou podobu tohoto hnutí. Na pomyslné škále mezi etnickým rekonstrukcionismem a synkretismem se ve své eklektické podobě blíží právě synkretickému konci tohoto spektra, čímž se odlišuje od jiných pohanských tradic. Jak mezi pohany, tak v akademické sféře panuje určitá nejistota ohledně ukotvení wiccy v rámci jiných souvisejících pojmů. Wicca je obvykle považována za jedno z přírodních náboženství, ale současně je popisována jako součást okultismu, resp. západního esoterismu. Určitá dvojakost se vyskytuje i u chápání tohoto slova mezi samotnými následovníky tohoto náboženství. Příslušníci mysterijní tradice Wicca založené Geraldem Gardnerem chápou tohoto slovo výlučně ve vztahu k této tradici. Naopak širší veřejnost a populární literatura připisují tomuto slovu širší význam, který nemá jasně vymezené hranice a který zahrnuje různé další formy čarodějnictví, včetně tzv. eklektické wiccy a dalších. Původní význam tohoto slova ve 20. století označoval pouze příslušníky covenů odvozených od covenu Geralda Gardnera a užíval se pouze ve vztahu k lidem. Jako označení pro náboženství se vžil až v 60. letech 20. století a jeho obecný, široký význam je ještě novější. Ve Spojených státech je toto slovo chápáno téměř vždy ve svém širším významu a zahrnuje všechny formy tzv. eklektické wiccy vzniklé později, volně inspirované Gardnerem. V České republice působí členové tradice Wicca aktivně přibližně od roku 2004, a proto v povědomí pohanů v České republice převažuje spíše užší význam toho slova zahrnující pouze příslušníky Gardnerovy zasvěcovací linie nebo z ní odvozené Alexandrijské tradice. Není to však pravidlem.

## Historie

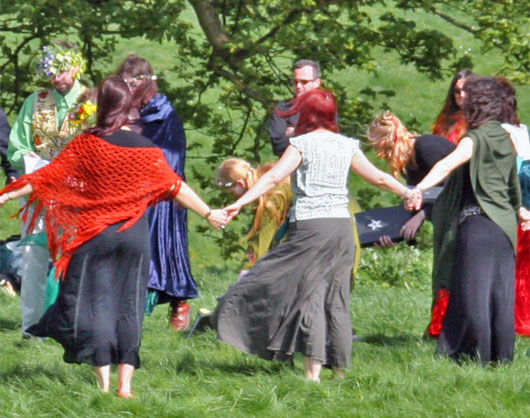
Wiccanský svatební rituál o Beltaine 2005, Avebury, Anglie

Ohledně historie Wiccy se vedou veliké debaty, protože buď je považována za prastaré náboženství (někdy se uvádí 20 000 let) a nebo za zcela moderní kult. Pravda je asi ta, že Wicca navazuje na stará pohanská náboženství, ale její konkrétní podoba je moderní. Tento rys je společný všem moderním pohanským hnutím.
Asi nejdůležitějším mezníkem byl rok 1921, kdy Margaret Murrayová publikovala svou knihu „Witch-Cult in Western Europe“. Zde představila myšlenku, že čarodějnické sabaty, které byly v novověku pronásledovány inkvizicí, se opravdu děly (do té doby se všeobecně přijímalo, že to byly extatické vize) a že to byl pozůstatek prastarého kultu plodnosti. Podle jejího názoru šlo o vzývání rohatého boha, kterého si inkvizitoři samozřejmě ztotožnili s ďáblem. V současnosti je tato její teorie považována za nesmysl – „Téměř všichni historici čarodějnictví jsou dnes zajedno, když označují Murrayové knihy za diletantské, absurdní, bez jakékoli vědecké hodnoty.“
Ve své době ale tato kniha měla velký vliv na Geralda B. Gardnera (1884–1964). Ten byl, podle svých slov, roku 1939 zasvěcen do covenu (něco jako uzavřený spolek, občas se jim v češtině říká lóže) čarodějnic v New Forest (Hampshire). Roku 1953 založil coven s názvem Wicca a jeho první kniha „Witchcraft Today“ (1954) popisovala podobné náboženství, o kterém mluvila Murrayová (v knihách používal termín „Wica“). Šlo o kult Rohatého boha a bohyně, který měl přetrvat do dnešních časů až z dob pravěku. Právě raně novověké čarodějnice byly příslušnicemi tohoto kultu. Tím se začala Wicca šířit na veřejnosti.
Gardner není považován za nezpochybnitelnou autoritu, takže jen málokdo by dnes s jeho knihami bez výhrady souhlasil. V současnosti většina wiccanů nepředpokládá, že by jejich náboženství bylo zachovaným prastarým kultem, ale trvají na tom, že mají ty samé kořeny jako stará náboženství, jen vnější aparát byl vytvořen v současnosti. V rámci Wiccy se vyskytují dvě hlavní větve: Gardnerovská a Alexandrijská (obě vyžadují zasvěcení přímo od jiného zasvěceného). Postupem času také vzniklo velké množství různých odvozených (mají iniciační linii navazující na jednu ze dvou předchozích) či napodobujících směrů (populární či tzv. eklektická wicca, tedy bez závazných pravidel, bez přímé návaznosti, nejčastěji praktikována samostatně).

## Posvátné texty

Symbolem Bohyně je měsíc v úplňku, ke kterému z obou stran přiléhá srpek nového a starého měsíce.

Wicca neuznává žádný text jako dogmaticky pravdivý, ale má svůj ústřední posvátný a tajný spis, který se většinou nazývá Kniha stínů (angl. Book of Shadows, název později přejali i praktikující jiných čarodějnických směrů). Tato Kniha stínů se předává v tradici z učitele na žáka v prakticky nezměněné podobě. Většinou obsahuje instrukce k různým rituálům či mytické básně apod. Samotná kniha se netěší nějaké zvláštní náboženské úctě, ale ani není považována za obyčejnou příručku.
Základní podobu Knihy stínů sestavil G. Gardner na přelomu čtyřicátých a padesátých let dvacátého století. Později ji upravila Doreen Valiente. Kniha obsahuje zejména rituály, posvátné texty, poučení a rovněž Zákon.
V populárních formách (rovněž tzv. eklektická wicca), které napodobují tradici Wicca se lze setkat s rovněž s pojmem Kniha stínů označující soubor postupů, vlastních rituálů, výpisky z literatury, zápisy z rituálů a podobně.

## Bohové

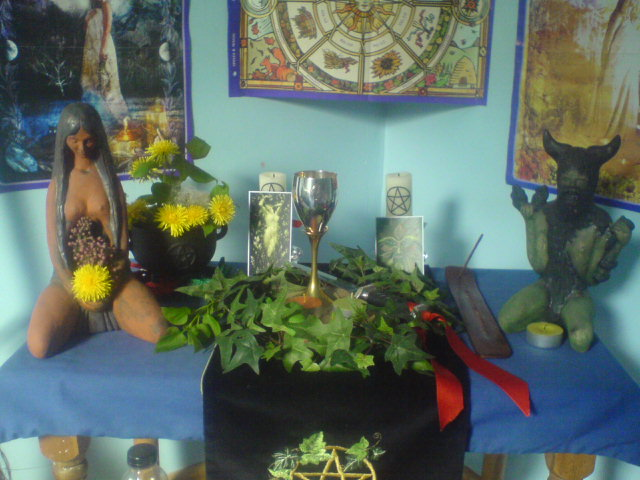
Bůh a Bohyně na oltáři během svátku Beltine, Wales

Wicca v zásadě uznává dvě božstva – Boha a Bohyni, kteří mají tajná jména, jež se předávají z učitele na žáka v rámci zasvěcení. Tato dvojice se často považuje za niternou podstatu všech Bohů a Bohyň, které představují její jednotlivé aspekty.
Bůh a Bohyně představují svoje protiklady, avšak ne ve smyslu plus a minus. Spíše se jedná o dvě misky vah, na kterých jsou různé věci, ale oboje váží stejně (často jsou chápáni i jako dva aspekty téhož). Rovnováha pohlaví v panteonu je také brána jako předobraz rovnováhy pohlaví ve společnosti. Proto má také Wicca mnoho příznivkyň a příznivců z řad feministických hnutí (dokonce je někdy nesprávně považována za „religiozní feminismus“).
Během rituálů odpovídá Bohu a Bohyni kněz a kněžka nebo pán a paní.

### Trojitá bohyně

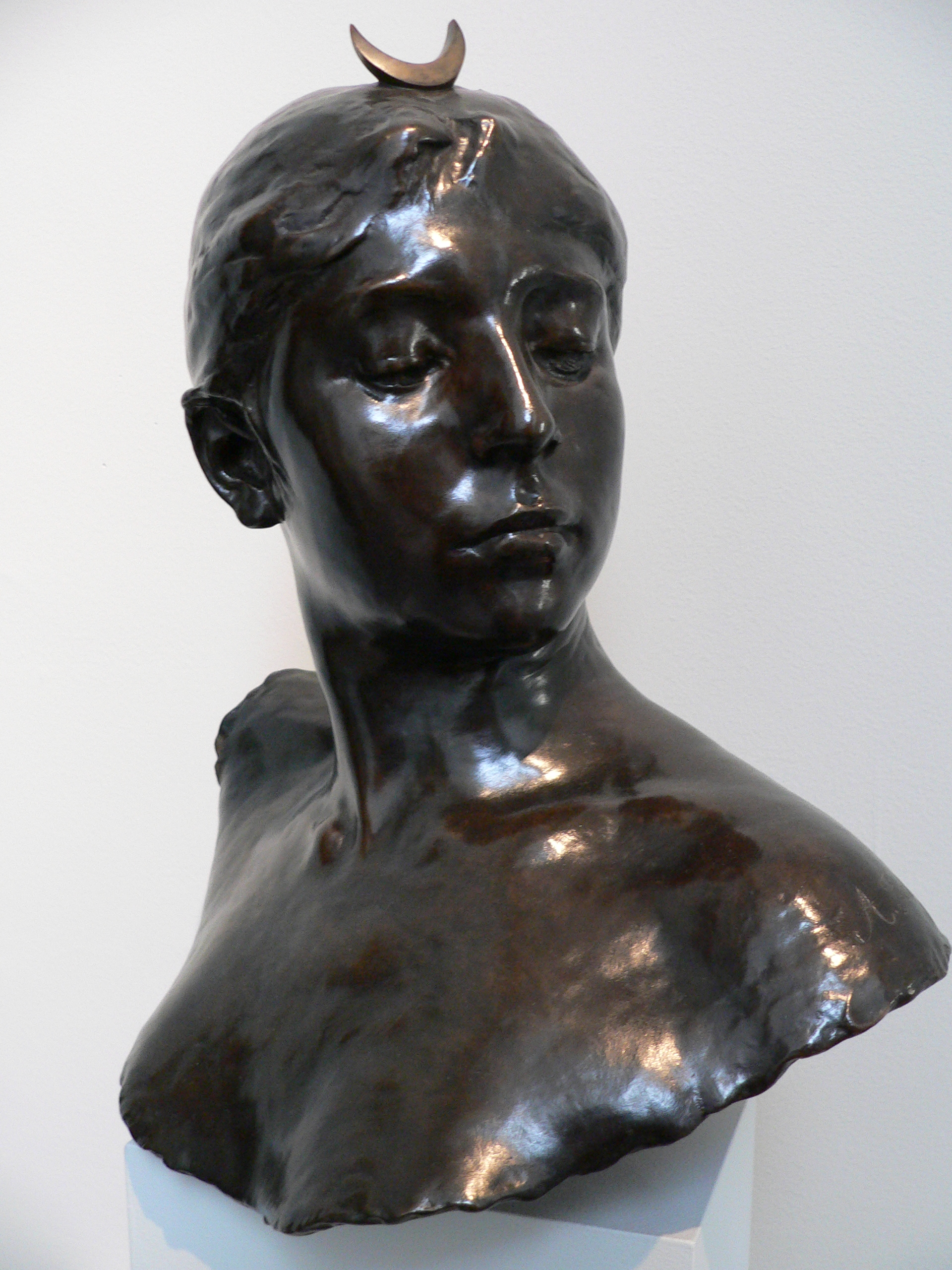
Busta bohyně Diany

Bohyně má tři aspekty – Bohyně Panna, Bohyně Matka a Bohyně Stařena, které souvisí s fázemi měsíce. Právě Měsíc je považován za kosmické těleso, které bohyni odpovídá, ale ona má mnohem širší pole působnosti než jen kosmickou funkci. S trochou zobecnění by se dalo říci, že odpovídá představě tzv. „Bohyně Matky (Země)“.
„Já jsem Velká Matka, uctívaná vším, co bylo stvořeno a existovalo před jejich vědomím. Já jsem první ženská síla, bez hranic a nekonečná.“
(úryvek z Písně Bohyně)

### Rohatý bůh

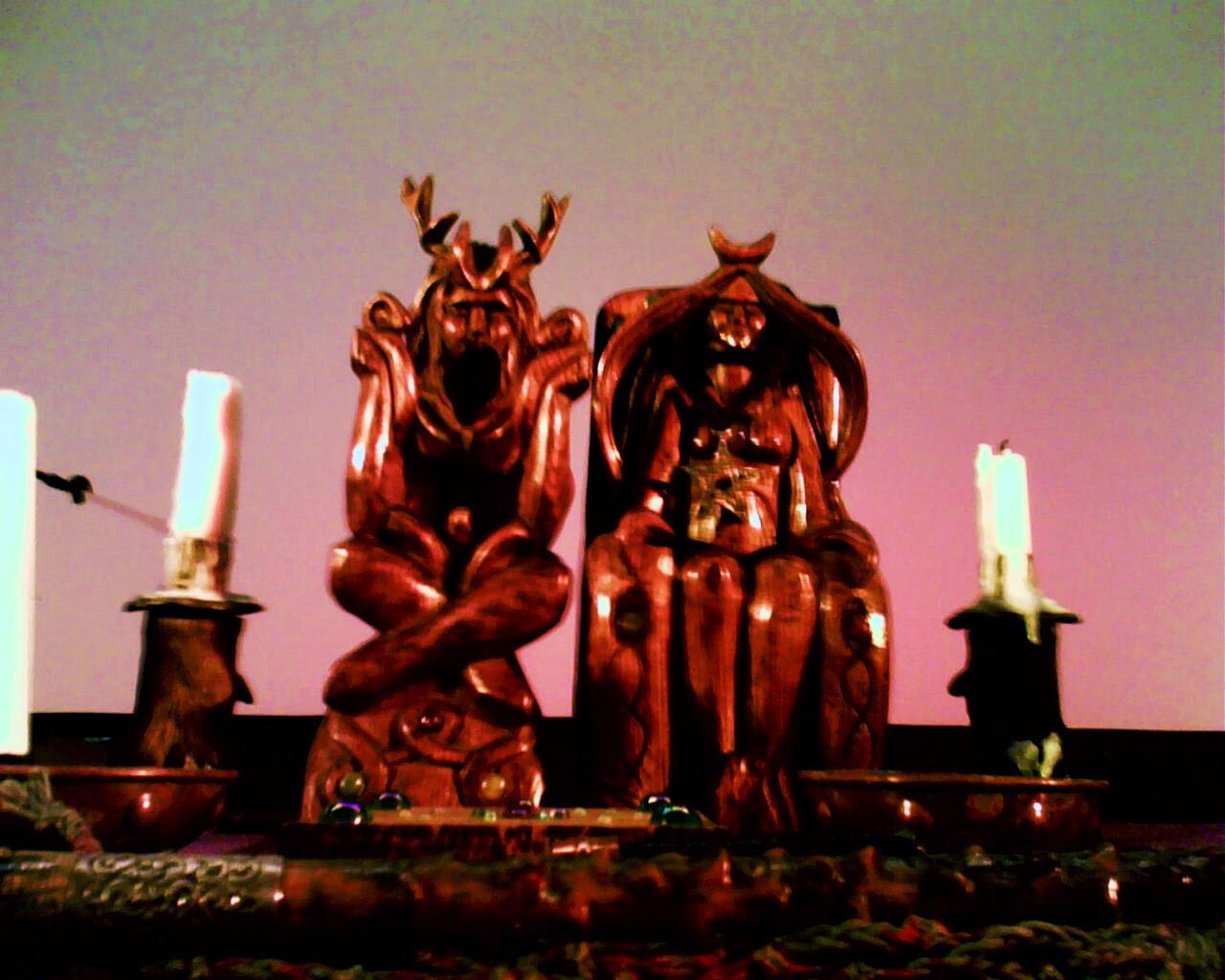
Bůh a Bohyně, wiccanský oltář

O Bohu se často předpokládá, že hraje menší úlohu než Bohyně, ale de facto jsou si spíše rovni. Bůh je synem, milencem i manželem Bohyně a jako nebeské těleso mu odpovídá Slunce. K jeho hlavním rysům patří jeho smrtelnost a znovuzrození (Bohyně nikdy neumírá). Tento průběh jeho života je spojen se svátky během roku i s jeho charakteristikami. Na začátku zimy se odebírá do podsvětí a o zimním slunovratu se Bohyni narodí syn, který plně dospěje s příchodem jara, kdy je rozverný a dovádivý. Na podzim je už starý a blíží se jeho smrt.
Bývá často zobrazován s rohy a falickými symboly, což oboje je symbolem plodnosti (rohy jsou častým atributem atmosférických bohů a souvisí s býkem).
„Já jsem oslňující Král nebes, který zaplavuje Zemi teplem a povzbuzuje skrytá semena stvoření, aby se projevila. Zdvihám své zářící kopí, abych osvětlil životy všech bytostí a denně vléval své zlato na Zemi, a zahnal temné síly na útěk.“
(úryvek z Volání Boha)

## Svátky

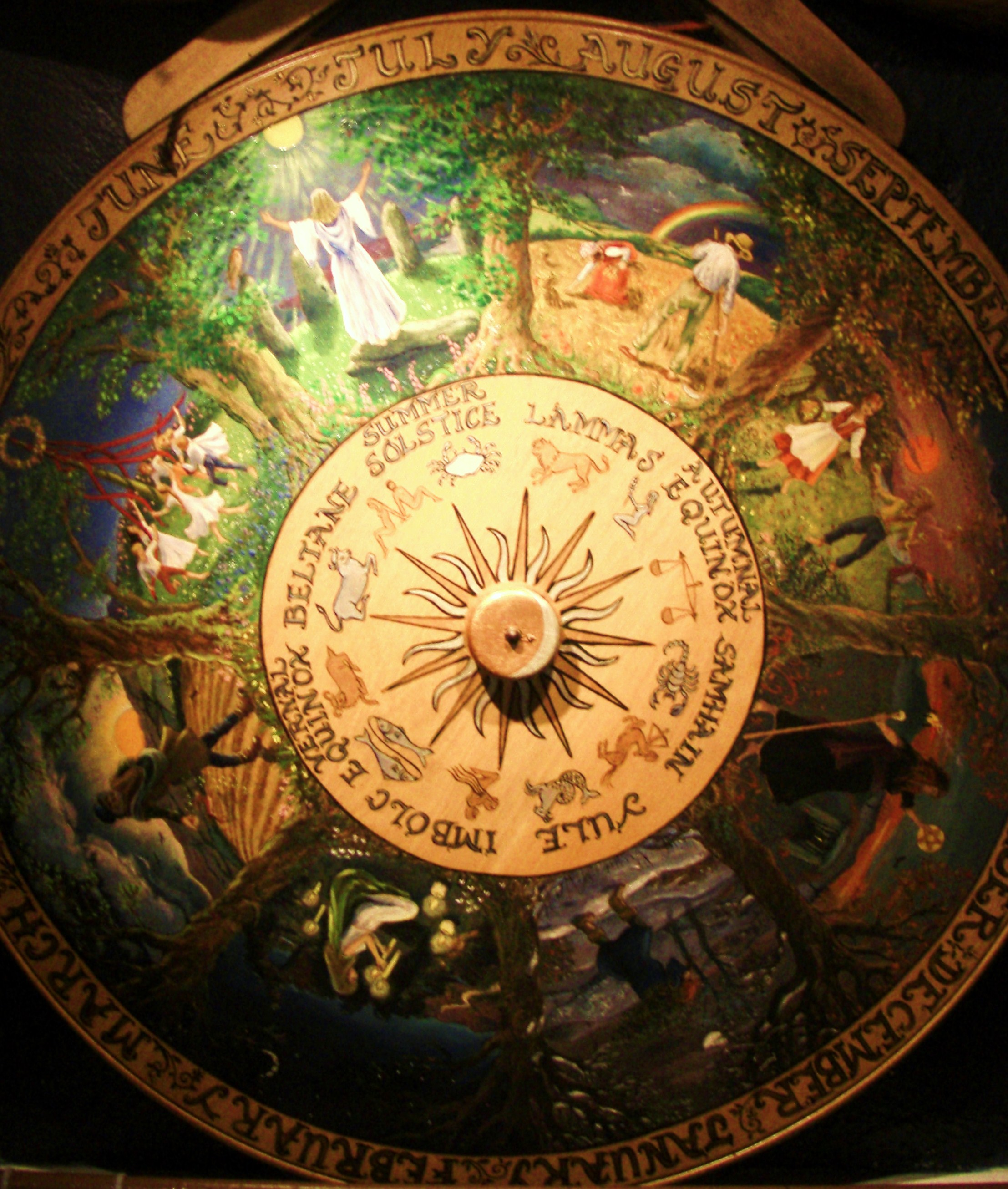
Kolo roku s wiccanskými (respektive keltskými) svátky

Wiccané slaví během roku osm velkých svátků, které se většinou označují jako sabat, a dvanáct až třináct úplňků obvykle označovaných esbaty. Někteří slaví i noci kdy měsíc není vidět = nov. Velké svátky jsou odvozeny z postupné dráhy slunce kolem země (slunovraty, rovnodennosti a vrcholy ročních období). Ve dnech svátků se obvykle nevykonává magická práce, přesto je mnoho wiccanů považuje za obzvláště vhodné dny pro magické účely. Každý sabat je odlišný od jiného a většinou se vztahuje k příslušné fázi mýtu o Bohu a Bohyni. Esabaty se od sebe většinou neliší.
Jednotlivé sabaty jsou většinou označovány keltskými jmény:

Pentagram dle běžných výkladů Wiccy symbolizuje např. období života (narození, dospívání, dospělost, stárnutí a smrt) živly (voda, země, vzduch, oheň a éter) nebo člověka (ruce, nohy a hlava)

Imbolc 1.–2. února (Imbalk, Imbolg a pod.) je označován jako „svátek světel“ a pojí se k živlu ohně. Jeho dnešním ekvivalentem jsou Hromnice. O tomto svátku mladý bůh dosahuje dospělosti a společně s Bohyní se vrací z podsvětí, kde zůstává jen starý bůh, jehož moc (projevená jako zima) už mizí. Někteří jej slaví jako nový rok. K jeho tradicím patří rozžínání všech světel, tradičním pokrmem jsou mléčné výrobky a kořeněná jídla.
Ostara 21.–22. března (obvykle bez různočtení, jarní rovnodennost) je oslavou příchodu jara. Zvykem jsou květiny, rituální zasazování semen a práce s bylinkami.
Beltine 30. dubna – 1. května (Beltain, Beltaine, Beltine..., přelom dubna a května, oblíbené „pálení čarodějnic“, filipojakubská noc) je oblíbeným svátkem plodnosti. Staví se májka jako symbol spojení mužského a ženského principu, tradičním jídlem jsou koláče. Pálení očistných ohňů během tohoto svátku je stará keltská tradice a název svátku je odvozen z keltských jazyků, např. z irštiny. Svátek zřejmě souvisel se začátkem letní pastevecké sezóny, a pro Kelty měl jak rituální, tak i politický význam.
Litha 21.–22. června (Letní slunovrat, svatojánská noc) je typická přeskakováním ohně – symbolickým očišťováním a spalováním všeho špatného. Tradičně se jí čerstvé ovoce.
Lughnasad 31. července – 1. srpna (Lugnasad, Lunasa...,) je prastarým keltským svátkem žní. Oslavuje se plodnost země a vrchol cesty slunečního boha. K tradicím patří pletení panenek z klasů, k tradičním jídlům patří jakékoli výrobky z obilí a mošt.

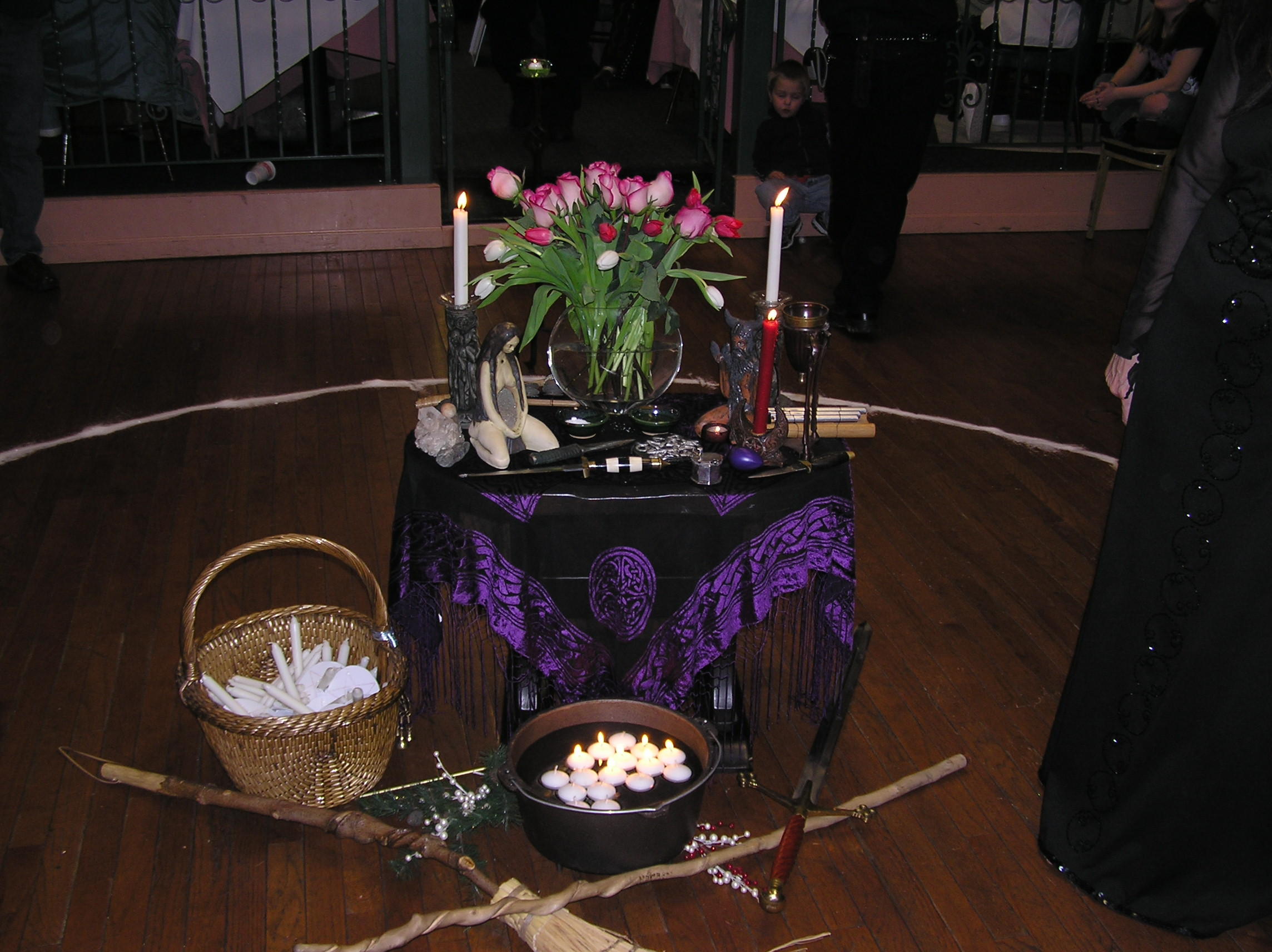
Rituální oltář během Imbolcu

Mabon 21.–23. září (Podzimní rovnodennost) se v pozdějších dobách oslavoval jako dožínky. Bohyně se stále ještě pohybuje po světě, zatímco Bůh je už v podsvětí. Právě o tomto svátku se ale vrátí na zem, aby mohl Bohyni ještě uvidět. Poté ji s sebou bere do podsvětí (tento sestup do podsvětí probíhá až do svátku Samhain). K tradičním jídlům patří ovoce, cereálie, ořechy a luštěniny.
Samhain 31. října – 1. listopadu (Samain, Samana...,) je obvykle v keltské tradici označován jako konec starého roku a začátek nového. Začíná temná polovina roku. Bůh se nyní stává vládcem mrtvých. Tento svátek je spojen se smrtí a s mrtvými předky. Je to vhodná doba ke zbavení se zlozvyků. K jídlu se hodí jablka, víno, maso.
Jule 21.–22. prosince (Zimní slunovrat) je nejtemnějším dnem roku, ale právě od tohoto dne zase začne světla přibývat. O tomto svátku se totiž narodil Bohyni syn, který je budoucím bohem (starý bůh stále ještě žije, ale už spíš jen dožívá). Obvykle se zdobí příbytky, zapaluje se oheň. Je to vhodná doba pro věštění, někteří jej slaví jako nový rok. Tradičními jídly jsou ořechy, sušené ovoce, jablka, vepřové maso, zvěřina, pivo, ibiškový čaj.

## Rituály

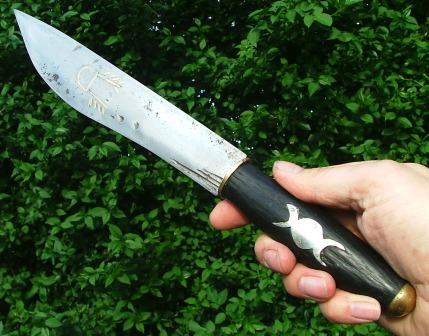
Athame

Wiccanská rituální struktura se obvykle skládá z úvodního slova, očišťování kruhu a účastníků kouřem a posvěcenou vodou, přivolání čtyř živlů, přivolání Bohů, zvyšování energie kruhu, magické práce a obřadu koláče a víno, jehož součástí je úlitba. Jako magické nástroje se nejčastěji používají: athame, meč, hůlka, šňůry, pentakl, kotel, pohár, nůž s bílou rukojetí, důtky a další. Rituály mají velmi detailně promyšlenou symbolickou strukturu, která se poněkud liší mezi jednotlivými iniciačními liniemi. Vycházejí z části z Knihy stínů, značná část rituální praxe se vytváří účelově a způsob, kterým se tak činí, se v rámci tradice předává přímo. Hlavním účelem rituální praxe je kromě magické práce také rozvoj osobnosti a přímý prožitek jednoty, tajemství života a jeho koloběhu na symbolické rovině a tomu, co nazýváme mystérium.

## Utajení
Wicca je tradice mystérií a není otevřená veřejnosti. Za utajenou součást se považuje zejména Kniha stínů, významy symboliky, přesná podoba rituálů, způsob provedení rituálů, jména a celá řada dalších skutečností. Zároveň není dovoleno sdělovat jména členů covenu. Utajení je ritualizováno přísahou v rámci iniciačního obřadu a je striktně vyžadováno. Za tajné se nepovažují obecné základy a ilustrační rituály, které najdeme v literatuře či na internetu.

## Etika
Ve Wicce není etika natolik rozpracovaná jako ku příkladu v křesťanství, ale i zde existují pravidla (lépe řečeno pravidlo), podle kterých by měl člověk řídit své chování. Často se jako základní pravidlo uvádí „Čiň, co chceš, pokud neškodíš“ (Wiccanské rede). Tato věta je jedna z nejcitovanějších vět o Wicce vůbec, ale nevystihuje samotnou podstatu wiccanské etiky. Obecně se totiž neustále vedou různé spory o tom, komu by člověk neměl škodit a co je to přesně „škodit“ (počítá se sem i jedení masa? škodím i mravenci, když ho zašlápnu? atd.). Toto základní pravidlo se ale nevztahuje jen na ostatní ale i na Wiccana samého (žádné sebepoškozování).
Samotný základ etiky tvoří jakási obdoba karmanového zákona – „Každý čin se ti třikrát vrátí“. Neexistuje zde tedy koncept „hříchu“ v křesťanském slova smyslu. Člověk je vlastně trestán či odměňován sám sebou. Specifikace tohoto zákona je do značné míry individuálního charakteru, takže není možné pro všechny wiccany uvést jeden výklad (např. jestli hraje primární úlohu záměr nebo výsledek apod.). Samotní wiccané se otázkou etiky také nezaobírají natolik podrobně a nevěnují ji takovou pozornost jako různí křesťanští či židovští myslitelé.
Ve 21. století se stal také tématem vztah k LGBT lidem. Náboženský infoservis přinesl roku 2023 informace o integraci ve wiccanském prostředí. LGBT lidé zde podle zjištění nacházejí otevřenější prostor než ve tradičních náboženstvích. V (novo)pohanských legendách a mytologii také nacházejí queer obrazy.

## Tradice

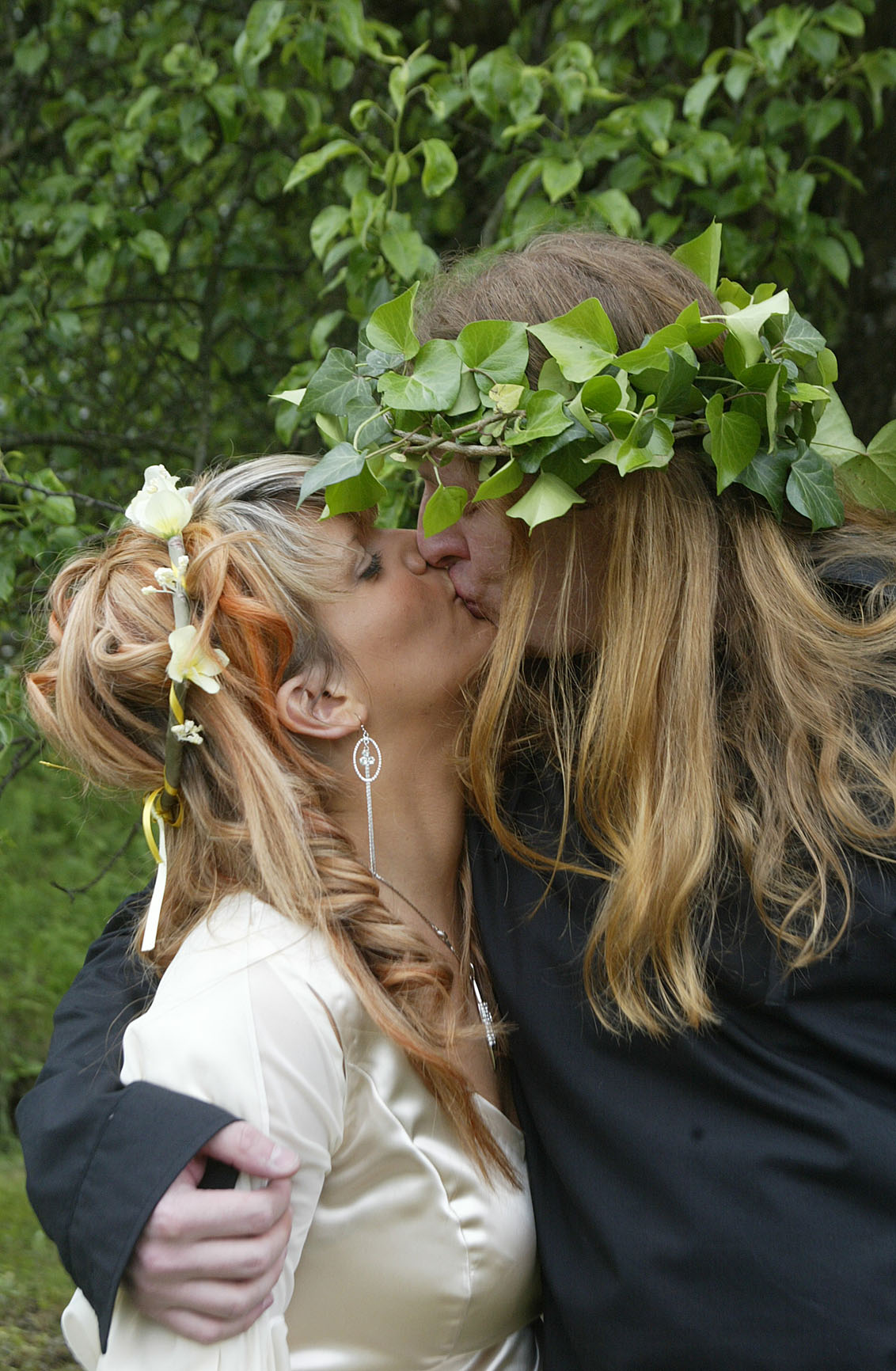
Wiccanský pár

V rámci Wiccy existuje mnoho, snad stovky, skupin a směrů, které jsou označovány jako tradice, z nichž několik dosahuje většího významu. Lze je dělit na takzvanou britskou tradiční Wiccu, což je souhrnný termín pro tradice a coveny, které odvozují původ od Geralda Gardenra a jeho covenu, a ekletickou Wiccu, která zahrnuje tradice a coveny, které nemají přímou iniciační linii ke Gardenerovi a někdy povolují také sebezasvěcení. Kromě toho existují také další tradice moderního čarodějnictví, které samy sebe s Gardenerem a jeho aktivitami vůbec nespojují, například Horsa tradition britské čarodějnice Sybil Leek nebo New England Covens of Traditionalist Witches založený americkou čarodějnicí Lady Gwen Thompson. Někdy jsou s Wiccou spojovány i další směry moderního čarodějnictví jako Cochrane’s Craft, Stregheria, Feri a Sabbatic Craft, nebo různé směry v rámci hnutí Bohyně jako Reclaiming.

### Britská tradiční Wicca
Britská tradiční Wicca (British Traditional Wicca, BTW) je souhrnný termín pro wiccanské tradice a skupiny jež odvozují původ od Geralda Gardenera a jeho covenu. Tím se liší od wiccanských tradic označovaných jako eklektické, jež často povolují sebe-iniciaci. Joseph Carriker považuje za hlavní znaky těchto tradic následující:

- iniciační posloupnost sahající ke covenu z New Forest
- nutnost iniciace jiným zasvěcencem, zpravidla opačného pohlaví
- znalost určitých znalostí či postupů je podmíněna přísahou, tradice je chápána jako mysterijní
- zasvěcen získává svou vlastní kopii Knihy stínů, zpravidla vlastním opsáním
- důraz na správné provádění rituálů (ortopraxe)

Britská tradiční Wicca zahrnuje především následující tradice:
- gardneriánská – přímo odvozená od Geralda Gardera
- alexandrijská – odvozená od Alexe Sanderse a Maxine Sanders, více ovlivněná ceremoniální magií a kabalou
- Algard – fúze gardneriánské a alexandrijské tradice
- Central Valley Wicca – tradice vzniklá v Kalifornii na počátku 60. let 20. století
- Blue Star Wicca – tradice vzniklá v Pensylvánii v polovině 70. let 20. století
- Chthonioi Alexandrian Wicca – tradice odvozená od alexandrijské v roce 1974 v Bostonu umožňující stejnopohlavní iniciaci

Existují také lidé, kteří praktikují Wiccu na základě zdrojů praktikantů britské tradiční Wiccy, ačkoliv jejich linie zasvěcení k tradičně zasvěceným wiccanům nevede. O jejich tradicích a covenech se dá hovořit jako z britské tradiční Wiccy odvozených.

### Eklektická Wicca
K tradicím které jsou řazeny do eklektické Wiccy náleží například:

Keltský kříž s pentaklem, symbol „Křesťanské Wiccy“

- Dianic Wicca, „Dianická Wicca“ – zaměřená na uctívání Bohyně, někdy povolující vstup jen ženám
- Celtic Wicca, „Keltská Wicca“ – souhrnný název pro tradice zaměřené na keltskou mytologii
- Minoan Brotherhood, „Minojské bratrstvo“ – tradice určená pro gay a bisexuální muže založená Eddiem Buczynskim v roce 1977
- New Reformed Orthodox Order of the Golden Dawn – tradice založená během 60. let Aidanem Kellym
- Odyssean Wicca – kanadská tradice založená na konci 70. let s důrazem na přípravu členů na veřejné kněžství
- Seax-Wica, „Saská Wicca“ – založená Raymondem Bucklandem a inspirovaná anglosaským náboženstvím
- Trinitarian Wicca, „Křesťanská Wicca“ – americká tradice čarodějnictví rozšířená o prvky křesťanství užívající termín křesťanopohanství (Christo-Paganism), stoupenci se nazývají „křesťanopohané“ (Christo-Pagans)

## Organizace
Mezi wiccanské organizace náleží například:
- Association of Cymmry Wicca – americká organizace založená roku 1969 zaměřená na velškou mytologii
- Church of Universal Eclectic Wicca, „Církev universální eklektické Wiccy“ – americká organizace založená roku 1969 s inkluzivním přístupem k samostatně praktikujícím a studiu online
- Covenant of the Goddess – organizace založená v roce 1975 sdružující wiccany napříč tradicemi
- Wiccan Church of Canada – wiccanská církev spojená s tradicí Odyssean Wicca
- The Church and School of Wicca – první americká oficiálně uznaná wiccanská církev, založená v roce 1968 Gavinem a Yvonne Frostovými

## Wicca ve filmu
V mnoha filmech a televizních seriálech jsou (poněkud zavádějící) zmínky o Wicce, asi nejznámější z nich jsou seriály Buffy, přemožitelka upírů a Čarodějky, Lovci duchů, True Blood. Nepřímé odkazy na pohanství nebo tradici Wicca najdeme také ve filmech The Wicker Man, Mlhy Avalonu, Záhada Blair Witch nebo v seriálu Sabrinina děsivá dobrodružství(Chilling adventures of Sabrina)